# Reiko Kusamura
Reiko Kusamura (jap. 草村礼子 Kusamura Reiko) (ur. 5 lipca 1940 w Fukuoce) – japońska aktorka, która zdobyła nagrodę dla najlepszej aktorki drugoplanowej na Festiwalu Filmowym w Jokohamie za rolę w filmie Zatańcz ze mną.

## Wybrana filmografia
- Zatańcz ze mną, 1996
- Samuraj – Zmierzch, 2002
- Bakemono no ko, 2015
- Orange, 2015